# Джон Шорс
Джон Шорс (на английски: John Shors) е американски писател на бестселъри в жанра исторически роман.

## Биография и творчество
Джон Шорс е роден на 4 март 1969 г. в Де Мойн, Айова, САЩ, в семейството на Джон, адвокат, и Патси Шорс. Завършва през 1991 г. колежа на Колорадо с бакалавърска степен по английски език.
Запленен от младежките си години от културата на Азия, след дипломирането си живее в периода 1991-1994 г. в Киото, Япония, където той преподава английски език. След това с малък бюджет предприема мъчителен преход през Азия, посещавайки десет страни и правейки изкачване на Хималаите. Особено очарован остава от културата и историята на Индия. Общувайки в местните жители се запознава с традиции и обичаи, непознати, дори неразбираеми, но любопитни за Западноевропейската цивилизация и Америка.
След завръщането си в САЩ става репортер в „Де Мойнс Бизенес Рекърд“ в родния си град. Три години по-късно печели три награди за журналистика, една от тях – за журналистическо разследване. После се премества в Боулдър, Колорадо, където е завеждащ връзки с обществеността във водеща американска компания.
Първият му роман „Под мраморното небе“, почерпен от историята на Индия, е издаден през 2004 г. Той става международен бестселър и дава старт на писателската му кариера.
Произведенията на писателя често са в списъците на бестселърите и са преведени на 25 езика по света.
Джон Шорс живее със семейството си в Боулдър, Колорадо.

## Произведения

### Самостоятелни романи
- Beneath a Marble Sky (2004)
Под мраморното небе, изд.: ИК „ЕРА“, София (2006), прев. Маргарита Терзиева
- Beside a Burning Sea (2008)
- Dragon House (2009)
- The Wishing Trees (2010)
- Cross Currents (2011)
- Temple of a Thousand Faces (2013)